# 3980 (álbum)
3980 es el nombre del segundo álbum de estudio de la banda argentina Vilma Palma e Vampiros, lanzado en 1993 (que hacía referencia al número de la dirección donde grabaron el disco y también era la casa de Gustavo Sacchetti; el tecladista). del cual se destacan las canciones Verano traidor, Me vuelvo loco por vos, Mojada y Auto rojo. Todas las canciones fueron escritas y compuestas por Mario "Pájaro" Gómez y Jorge Risso.

## Canciones
| #  | Canción                  | Duración |
| -- | ------------------------ | -------- |
| 1  | "Me vuelvo loco por vos" | 04:54    |
| 2  | "Otra canción de amor"   | 05:47    |
| 3  | "Mojada"                 | 06:07    |
| 4  | "Verano traidor"         | 06:59    |
| 5  | "Te quiero tanto"        | 03:32    |
| 6  | "Travestis"              | 03:57    |
| 7  | "Una, dos y tres"        | 04:57    |
| 8  | "Síndrome de amor"       | 05:55    |
| 9  | "Auto Rojo"              | 05:02    |
| 10 | "Perdiendo el tiempo"    | 05:10    |
| 11 | "Cuando regrese a casa"  | 04:14    |
| 12 | "No somos nada"          | 04:06    |

## Pistas adicionales
| #  | Canción                          | Duración |
| -- | -------------------------------- | -------- |
| 13 | "Perdiendo el tiempo (remix)"    | 06:44    |
| 14 | "Me vuelvo loco por vos (remix)" | 05:32    |

- Datos: Q20012862